# TP d'Or 1981
Els premis TP d'Or 1981 foren entregats el 15 de març de 1982 al Melià Scala de Madrid. L'acte fou presidit per 
Carlos Robles Piquer, director general de RTVE i Manuel Calvo Hernando, director general de TVE.
| Categoria                          | Programa                 | Persona                 | Resultat       |
| ---------------------------------- | ------------------------ | ----------------------- | -------------- |
| Actor                              | Verano azul              | Antonio Ferrandis       | Guanyador      |
| Actor                              | Cervantes                | Julián Mateos           | 2 Classificat  |
| Actor                              | Estudio 1                | Luis Prendes            | 3 Classificat  |
| Actriu                             | Estudio 1 i Teatro Breve | Tina Sáinz              | Guanyadora     |
| Actriu                             | Verano azul              | María Garralón          | 2 Classificada |
| Actriu                             | Estudio 1                | María Luisa Merlo       | 3 Classificada |
| Presentador                        | Al cierre                | Joaquín Arozamena       | Guanyador      |
| Presentador                        | Crónica 3 i Su turno     | Jesús Hermida           | 2 Classificat  |
| Presentador                        | Más vale prevenir        | Ramón Sánchez Ocaña     | 3 Classificat  |
| Presentadora                       | Al cierre                | Victoria Prego          | Guanyadora     |
| Presentadora                       | Esta noche               | Carmen Maura            | 2 Classificada |
| Presentadora                       | Crónica 3                | Rosa María Mateo Isasi  | 3 Classificada |
| Personatge más popular             | Esta noche               | Carmen Maura            | Guanyadora     |
| Personatge más popular             | Verano azul              | Chanquete               | 2 Classificat  |
| Personatge más popular             | Dallas                   | J.R. Ewing              | 3 Classificat  |
| Sèrie Nacional                     | Verano azul              | Verano azul             | Guanyadora     |
| Sèrie Nacional                     | Cervantes                | Cervantes               | 2 Classificada |
| Sèrie Nacional                     | Estudio 1                | Estudio 1               | 3 Classificada |
| Sèrie Estrangera                   | Dallas                   | Dallas                  | Guanyadora     |
| Sèrie Estrangera                   | Música para sobrevivir   | Música para sobrevivir  | 2 Classificada |
| Sèrie Estrangera                   | Al Este del Edén         | Al Este del Edén        | 3 Classificada |
| Programa informatiu i d'actualitat | Informe semanal          | Informe semanal         | Guanyador      |
| Programa informatiu i d'actualitat | Vivir cada día           | Vivir cada día          | 2 Classificat  |
| Programa informatiu i d'actualitat | Al cierre                | Al cierre               | 3 Classificat  |
| Programa divulgatiu i cultural     | Más vale prevenir        | Más vale prevenir       | Guanyador      |
| Programa divulgatiu i cultural     | Un mundo para ellos      | Un mundo para ellos     | 2 Classificat  |
| Programa divulgatiu i cultural     | Tierras y profundidades  | Tierras y profundidades | 3 Classificat  |
| Programa musical i d'entreteniment | Aplauso                  | Aplauso                 | Guanyador      |
| Programa musical i d'entreteniment | Retrato en vivo          | Retrato en vivo         | 2 Classificat  |
| Programa musical i d'entreteniment | Esta noche               | Esta noche              | 3 Classificat  |
| Programa infantil                  | Sabadabada               | Sabadabada              | Guanyador      |
| Programa infantil                  | El gran circo de TVE     | El gran circo de TVE    | 2 Classificat  |
| Programa infantil                  | La cometa blanca         | La cometa blanca        | 3 Classificat  |